# فدوو (استان آرخانگلسک)
فدوو (به لاتین: Fedovo) یک منطقهٔ مسکونی در روسیه است که در استان آرخانگلسک واقع شده‌است.